# Kromosom 3 (čovjek)
Kromosom 3 je autosomni kromosom,  treći po dimenzijama i broju nukleotida u ljudskom kariotipu. Sastoji se od 214 milijuna nukleotida. Prema položaju centromera pripada metacentričnim kromosomima. Zajedno s kromosomima 1 i 2 svrstan je u A skupinu kromosoma.
Potvrđeno je da kromosom 3 sadrži preko 1300 gena, ali se pretpostavlja da ih ima oko 1500.
Broj polimorfizama jednog nukleotida (eng. Single Nucleotide Polymorphism - SNP) je preko 700 000.

## Geni kromosoma 3
Neki od važnijih gena, koji se nalaze na:
- kratkom (p) kraku kromosoma 3 su:
  - ALAS1: aminolevulinat-delta-sintetaza 1
  - BTD: biotinidaza
  - CCR5: kemokin receptor 5
  - CNTN4: kontaktin 4
  - COL7A1
  - MITF
  - MLH1
  - PTHR1 i dr.

- na dugom (q) kraku su:
  - CPOX
  - HGD
  - MCCC1
  - PCCB
  - PDCD10 i dr.

## Bolesti vezane za kromosom 3
Poznat je sadržaj i raspored gena kromosoma 3 čije mutacije izazivaju niz nasljednih bolesti. Najvažnije bolesti vezane za mutacije na kromosomu 3 jesu:
- deficit 3-metilkrotonil-CoA karboksilaze
- sindrom 3q29 mikrodelecije
- alkaptonurija
- arithmogenična displazija desnog ventrikula
- atransferinemija
- autizam
- deficit biotinidaze
- blefarofimoza, epikantus inversus i ptoza tipa 1
- karcinom dojke, debelog crijeva, pluća i gušteraće
- Brugada sindrom
- Castillova groznica
- deficit karnitin-acilcarnitin translokaze
- katarakta
- kavernozni angiom
- Charcot-Marie-Toothova bolest tip 2
- Charcot-Marie-Toothova bolest
- sindrom kromosomske 3q duplikacije
- koproporfiria
- Dandy Walkerov sindrom
- gluhoća
- šećerna bolest
- dopaminski receptor
- epidermolysis bullosa dystrophica
- esencijialni tremor
- glaukom primarmi, otvorenog kuta
- bolest pohranjivanja glikogena
- Hailey-Haileyeva bolest
- srčano zatajenje
- nasljedna koproporfirija
- nasljedni nepolipozni rak debelog crijeva
- osjetljivost na infekciju HIVom
- obitelska hipobetalipoproteinemija
- hipotermija
- leukoencefalopatija s gubitkom bijele tvari
- sindrom dugog QT
- limfomi
- metafizealna chkondrodisplazija, tipa Murk Jansen
- mikrokorija
- Moebiusov sindrom
- bolest Moyamoya
- mukopolisaharidoza
- miotonična distrofija
- neuropatija sensorna i motorna tipa Okinawa
- noćno slijepilo
- gluhoća bez drugih simptoma
- rak jajnika
- porfirija
- propionska acidemia
- deficit proteina S
- Pseudo-Zellwegerov sindrom
- Retinitis pigmentosa
- Romano Wardov sindrom
- Seckelov_sindrom
- Sensenbrennerov sindrom
- nizak rast
- spinocerebelarna ataksia
- intolerancija na saharozu
- Usherov sindrom
- von Hippel-Lindau sindrom
- Waardenburgov sindrom
- Xeroderma pigmentosum